# Hildegard Stausberg
Hildegard Stausberg (* 1948 en Colonia) es una periodista alemana especializada en América Latina.
Stausberg estudió ciencias políticas, historia, economía nacional y derecho en las universidades de Hamburgo, Colonia y Bonn. En 1970 y 1971 pasó dos años estudiando en Buenos Aires, la capital argentina, con una beca del DAAD.
En 1975, se graduó con un doctorado en Bonn. Su tesis titulado Argentinien und die Revolución Libertadora von 1955 - 1958: ein Beitrag zur Problematik postrevolutionärer Stabilisierungsprozesse, analysiert am Sturz Juan Domingo Peróns und der auf ihn folgenden Militärregierungen, en castellano Argentina y la Revolución Libertadora de 1955 - acerca de la problemática de procesos de estabilización post-revolucionaria, analizado al ejemplo del derrocamiento de Juan Domingo Perón y los gobiernos militares succiendole.
Posteriormente, trabajó para la Frankfurter Allgemeine Zeitung, la Deutsche Welle y actualmente por el diario Die Welt.
Asimismo, Stausberg imparte cursos en las universidades de Bonn y de Colonia. Es presidenta del Kölner Presseclub (club de la prensa de Colonia.